# Magasin fra Det Kongelige Bibliotek
Magasin fra Det Kongelige Bibliotek er Det Kongelige Biblioteks populærvidenskabelige kulturtidsskrift.
Bladet giver indblik i bibliotekets mange fagområder og samlinger.

## Eksternt link
- http://www.kb.dk/da/nb/publikationer/magasin/

| Anime eller manga | Spire Denne artikel om medie og kommunikation er en spire som bør udbygges. Du er velkommen til at hjælpe Wikipedia ved at udvide den. |